# Fodina rhodotaenia
Fodina rhodotaenia är en fjärilsart som beskrevs av Paul Mabille 1879. Fodina rhodotaenia ingår i släktet Fodina och familjen nattflyn. Inga underarter finns listade i Catalogue of Life.